# Sirinopteryx rufivinctata
Sirinopteryx rufivinctata är en fjärilsart som beskrevs av Walker 1862. Sirinopteryx rufivinctata ingår i släktet Sirinopteryx och familjen mätare. Inga underarter finns listade i Catalogue of Life.